# Rainha das Flores
Rainha das Flores, também conhecida como Nova Rainha das Flores na sua 2.ª fase, é uma telenovela portuguesa produzida pela SP Televisão que foi exibida pela SIC de 9 de maio de 2016 a 13 de maio de 2017, substituindo Poderosas e sendo substituída por Espelho d'Água. É a "20.ª novela" do canal.
Escrita por Alexandre Castro, tem a colaboração de Andreia Vicente Martins, Cláudia Lucas Chéu, Filipa Poppe, Joana Andrade, Mário Cunha, Melissa Lyra e Pedro Barbosa da Silva como guionistas, a direção de Hugo Xavier, a direção de elenco de Adriano Luz e a direção de produção de Francisco Barbosa.
Conta com Sandra Barata Belo, Pepê Rapazote, Isabel Abreu, Marco Delgado, Bárbara Lourenço, Luís Garcia, José Condessa e Gonçalo Diniz nos papéis principais.

## Sinopse
| Fases | Fases | Episódios | Episódios | Originalmente exibido  | Originalmente exibido  |
| Fases | Fases | Episódios | Episódios | Estreia da temporada   | Final da temporada     |
| ----- | ----- | --------- | --------- | ---------------------- | ---------------------- |
|       | 1     | 180       | 180       | 9 de maio de 2016      | 19 de dezembro de 2016 |
|       | 2     | 124       | 124       | 20 de dezembro de 2016 | 13 de maio de 2017     |

É em Tomar, no Médio Tejo, que a história de Rainha das Flores transcorre: conhecida por todos na cidade, Rosa Severo é proprietária de uma das maiores áreas de estufas do Distrito de Santarém, onde chegou há cerca de dez anos, sem dinheiro e com apenas uma mochila nas costas. O seu objetivo era construir a sua própria estufa. É num terreno baldio pertencente a Carmen de Sousa que o seu sonho começou a ganhar forma. Faz negócio com a dona do terreno e ergue uma pequena estufa em troco de uma percentagem na venda das flores. Assim, nascia a Floriz, que posteriormente se tornaria uma grande empresa do ramo. Entretanto inicia-se a relação entre Rosa e o designer de móveis Daniel de Sousa, filho de Carmen, que mantém uma oficina/loja, em Lisboa onde trabalha com o amigo e sócio Tomás.
Tudo estava perfeito mas dá-se uma grande reviravolta. Aquando da inauguração da maior estufa da Floriz, Rosa, bastante religiosa, decide iniciar uma peregrinação entre Lisboa e Fátima, para pagar uma promessa e assim agradecer o cumprimento de mais uma etapa do seu sonho e a relação apaixonada com Daniel. Durante a peregrinação Rosa sofre um grave acidente, resultando na perda de sua consciência. Ela é salva pelo médico Marcelo que a recebe no hospital. Enfrentando um período em coma, Rosa consegue sobreviver mas não  reconhece a família. O diagnóstico médico revela que sofreu uma lesão grave no cérebro, afetando sua memória. A lembrança mais recente é de há 12 anos e apenas se lembra da sua irmã Narcisa Severo cuja identidade era desconhecida da família atual. Daniel e os demais familiares não compreendem o motivo de Rosa nunca falar a respeito desta irmã.
Assim, Daniel parte para encontrar Narcisa, que vive em condições humildes na região do Algarve com o seu filho Bruno Severo a quem incentiva a estudar para saírem daquela vida. Todos aceitam Narcisa e passa a ter uma vida completamente diferente com direito a diversos luxos. Eles desconhecem a relação que as irmãs tinham pois a memória de Rosa guarda diversos segredos sobre a relação conturbada entre as duas irmãs. Acostumada ao novo estilo de vida Narcisa tentará fazer o que for possível para que a irmã não recupere a memória e Rosa irá tentar, a todo o custo, recuperar as suas lembranças.

## Elenco

### Elenco principal
| Ator/Atriz         | Personagem      |
| ------------------ | --------------- |
| Sandra Barata Belo | Rosa Severo     |
| Isabel Abreu       | Narcisa Severo  |
| Pepê Rapazote      | Daniel de Sousa |
| Marco Delgado      | Marcelo Ramos   |
| Bárbara Lourenço   | Sofia de Sousa  |
| Luís Garcia        | Bruno Severo    |
| José Condessa      | Tiago Piedade   |
| Gonçalo Diniz      | César Barros    |

### Elenco recorrente
| Ator/Atriz              | Personagem          |
| ----------------------- | ------------------- |
| Leonor Seixas           | Beatriz Correia     |
| Rosa do Canto           | Carmen de Sousa     |
| Cristina Homem de Mello | Rute Barros         |
| António Fonseca         | Fialho Barros       |
| Marina Mota             | Alexandra Piedade   |
| Ricardo Carriço         | Rui Sá              |
| João Ricardo            | Moisés da Paz       |
| Maria d'Aires           | Maria da Paz        |
| Joaquim Horta           | Samuel Garcia       |
| Débora Monteiro         | Marisa Rossi        |
| Marco Costa             | Tomás Rossi         |
| Sara Salgado            | Renata Sá           |
| António Camelier        | Artur               |
| Liliana Santos          | Paula Oliveira      |
| Afonso Lagarto          | Fernando Oliveira   |
| Pedro Sousa             | Hugo Guedes         |
| Mafalda Jara            | Gabriela Galvão     |
| Sofia Correia           | Lia Pereira         |
| João Arrais             | Rafael da Paz       |
| Luís Gaspar             | António «Tó» Rosado |
| Madalena Aragão         | Júlia de Sousa      |
| Bruno Lagrange          | Nuno Barros         |

### Elenco adicional
| Ator/Atriz             | Personagem                                 |
| ---------------------- | ------------------------------------------ |
| Inês Aires Pereira     | Inês                                       |
| Alda Gomes             | Bárbara                                    |
| António Pedro Cerdeira | Leonardo                                   |
| Carolina Carvalho      | Elisa                                      |
| Margarida Moreira      | Joana                                      |
| Patrícia André         | Celeste                                    |
| Sandra Celas           | Mara                                       |
| Adérito Lopes          | Amigo de César                             |
| Anabela Teixeira       | Ana Clara                                  |
| Augusto Portela        | Juiz                                       |
| Bruno Schiappa         | Valter                                     |
| Cláudia Cadima         | Directora da escola de Nuno                |
| Cláudia Vieira         | Helena                                     |
| Fernando Ferrão        | Orlando                                    |
| Figueira Cid           | Isaías Neto                                |
| Filipe Gaidão          | Cardoso (treinador de Sofia)               |
| Flávia Gusmão          | Palmira                                    |
| Francisco Arraiol      | Telmo (atleta madeirense)                  |
| Francisco Côrte-Real   | Rodrigo                                    |
| Inês Aguiar            | Rita                                       |
| Francisco Pestana      | Luís Rodrigues (empresário madeirense)     |
| Jacob Jan de Graaf     | Empresário holandês com quem Rosa se reúne |
| Joana Alvarenga        | Cátia                                      |
| João Cabral            | Hélder                                     |
| João Lagarto           | Fernando                                   |
| Jorge Silva            | Raúl                                       |
| Kiara Timas            | Ana (funcionária da Floriz)                |
| Laura Dutra            | Bruna                                      |
| Lourenço Seruya        | Rapaz do encontro com Lia                  |
| Luísa Cruz             | Anita Bacelar                              |
| Manuel Sá Nogueira     | Tomé                                       |
| Manuel Sá Pessoa       | Tadeu                                      |
| Manuela Cassola        | Corália                                    |
| Maria Simões           | —                                          |
| Mário Bomba            | Agente de Telmo                            |
| Nuno Casanovas         | Vasco                                      |
| Orlando Sérgio         | Dr. Neves (médico colega de Marcelo)       |
| Patrícia Candoso       | Patrícia                                   |
| Rodrigo Soares         | Filipe                                     |
| Rui Matos              | Bernardo                                   |
| Tiago Aldeia           | André                                      |

## Produção
A novela teve como título provisório "Rainha das Flores", que mais tarde se tornou o título oficial.
As gravações decorreram nos estúdios da SP Televisão, na Madeira, em Amesterdão e em Tomar. Foram gravados 302 episódios de produção.

## Exibição

Logótipo da segunda fase da telenovela, apelidada de Nova Rainha das Flores.

Rainha das Flores estreou na 2.ª faixa de novelas a 9 de maio de 2016, em substituição de Poderosas. Divida em 2 fases, entrou nos últimos episódios a 17 de abril de 2017 e terminou ainda no mesmo ano, a 13 de maio com 304 episódios de exibição, sendo substituída por Espelho d'Água.
Foi reexibida nas tardes da SIC, de 31 de agosto a 30 de dezembro de 2020, substituindo a reposição da novela Amor Maior e sendo substituída pelo programa Linha Aberta.

### Exibição internacional
| País / Região | Canal             | Estreia                 | Final                  | Título              | Ref.          |
| --- | ----------------- | ----------------------- | ---------------------- | ------------------- | ------------- |
| Portugal | SIC               | 9 de maio de 2016       | 13 de maio de 2017     | Rainha das Flores   | [ 11 ]        |
| Portugal | SIC               | 31 de agosto de 2020    | 30 de dezembro de 2020 | Rainha das Flores   |               |
| Brasil | SIC Internacional | 13 de junho de 2016     | 9 de junho de 2017     | Rainha das Flores   | [ 12 ]        |
| Canadá | OMNI 1            | 25 de junho de 2018     | 2018                   | Rainha das Flores   | [ 13 ]        |
| Emirados Árabes Unidos | MBC 4             | 18 de novembro de 2018  | 2019                   | وردة من الماضي      | [ 14 ]        |
| Alemanha · Áustria · Suíça | Sat.1 emotions    | 3 de janeiro de 2019    | 2019                   | Frozen Memories     | [ 11 ]        |
| Israel | Viva              | 21 de outubro de 2019   | 2020                   | בטי בניו יורק       | [ 15 ]        |
| México | Imagen Televisión | 24 de fevereiro de 2020 | 2020                   | Reina de las Flores | [ 16 ]        |
| Equador | TC Televisión     | 19 de setembro de 2020  | 2021                   | Reina de las Flores | [ 17 ] [ 18 ] |
| Estados Unidos · Porto Rico · México · Uruguai · Argentina · Chile · Peru · Colômbia · Equador · Venezuela · El Salvador · República Dominicana · Paraguai | Pasiones TV       | 12 de outubro de 2020   | 2021                   | Reina de las Flores | [ 19 ]        |
| Vietname | HTV9              | 1 de julho de 2021      | 2021                   | Mặt nạ kí ức        | [ 20 ]        |

### Transmissão na OPTO
Com o lançamento da OPTO, a plataforma de streaming da SIC, a 24 de novembro de 2020, a novela foi disponibilizada com os seus 302 episódios de produção.

## Audiências
Rainha das Flores estreou a 9 de maio de 2016, segunda-feira, com 14,0% de audiência média e 27,6% de share, com cerca de 1 milhão e 355 mil espectadores, liderando o horário.
Já no seu segundo episódio, ficou na vice-liderança do horário contra a novela A Única Mulher da TVI, marcando 13,7% de rating e 28,1% de share e cerca de 1 milhão e 331 mil espectadores.
Em seu terceiro episódio, a novela marcou 13,3% de audiência e 27,7% de share, na vice-liderança.
No dia 19 de dezembro de 2016 (segunda), episódio em que teve o embate das personagens Rosa e Narcisa, Rainha das Flores registou 9,9% de audiência e 26,1% de share, com cerca de 961 mil espectadores, ficando na vice-liderança.
No dia 20 de dezembro de 2016 (terça), episódio em que a novela foi intitulada de "Nova Rainha das Flores" a audiência ficou com 9,5% de audiência e 25,2% de share, com cerca de 921 mil espectadores, liderando o horário contra os 9,1% de audiência e 24,5% de share da sua concorrente A Única Mulher da TVI.
Terminou a 13 de maio de 2017 com 7,3% de audiência e 16,6% de share, com cerca de 708 mil espectadores, na vice-liderança.
O Final da Rainha das Flores foi retransmitido no dia 15 de maio de 2017, segunda-feira às 19h15, com 3,7% de audiência e 11,5% de share, cerca de 351 mil e 500 espectadores, perdendo para a RTP1 e TVI.
Terminou com uma média final de 8,8% de audiência e 23,5% de share, com cerca de 841 mil espectadores a acompanharem a novela ao longo dos 304 episódios. Uma audiência superior à da sua antecessora, Poderosas.
| Média | Média     | Episódios exibidos | Rating | Share |
| ----- | --------- | ------------------ | ------ | ----- |
| 2016  | Maio      | 20                 | 11,3%  | 24,3% |
| 2016  | Junho     | 26                 | 9,2%   | 23,6% |
| 2016  | Julho     | 25                 | 8,7%   | 22,8% |
| 2016  | Agosto    | 27                 | 8,6%   | 22,6% |
| 2016  | Setembro  | 26                 | 7,6%   | 21,0% |
| 2016  | Outubro   | 21                 | 8,1%   | 22,6% |
| 2016  | Novembro  | 22                 | 8,1%   | 23,2% |
| 2016  | Dezembro  | 22                 | 9,1%   | 24,4% |
| 2017  | Janeiro   | 27                 | 8,6%   | 22,7% |
| 2017  | Fevereiro | 24                 | 8,6%   | 23,5% |
| 2017  | Março     | 27                 | 8,8%   | 24,8% |
| 2017  | Abril     | 25                 | 9,1%   | 25,0% |
| 2017  | Maio      | 12                 | 8,8%   | 24,4% |
| Total | Total     | 304                | 8,8%   | 23,5% |

## Prémios
| Ano  | Prémio                                               | Categoria                                                         | Por               | Resultado   |
| ---- | ---------------------------------------------------- | ----------------------------------------------------------------- | ----------------- | ----------- |
| 2016 | 3ª Edição dos Prémios Áquila                         | Melhor Atriz Principal em Televisão                               | Isabel Abreu      | Venceu      |
| 2016 | 3ª Edição dos Prémios Áquila                         | Melhor Telenovela                                                 | Rainha das Flores | Indicado    |
| 2016 | 3ª Edição dos Prémios Áquila                         | Melhor Ator Principal em Televisão                                | Gonçalo Diniz     | Indicado    |
| 2016 | 3ª Edição dos Prémios Áquila                         | Melhor Atriz Principal em Televisão                               | Isabel Abreu      | Indicado    |
| 2016 | 3ª Edição dos Prémios Áquila                         | Melhor Atriz Secundária em Televisão                              | Marina Mota       | Indicado    |
| 2017 | 6º New York Festivals International TV & Film Awards | Telenovela                                                        | Rainha das Flores | Finalista   |
| 2017 | 38º BANFF WORLD MEDIA FESTIVAL – The Rockie Awards   | Melodrama                                                         | Rainha das Flores | Indicado    |
| 2017 | 12º Seoul Internacional Drama Awards                 | Programmer's Choice (Só Promoção)                                 | Rainha das Flores | Selecionado |
| 2018 | 19º WorldMediaFestival                               | Intermedia-globe GOLD na categoria de Entretenimento: Telenovelas | Rainha das Flores | Venceu      |